# Diagrama de Ostwald
El diagrama de Ostwald es un diagrama de combustión que permite efectuar cálculos de combustión de una manera rápida y precisa. Fue desarrollado en 1919 por Wilhelm Ostwald.

## Diagrama
En la combustión de un cierto combustible se producen humos que tienen una composición química determinada. Este humo suele estar formado por oxígeno, dióxido de carbono y monóxido de carbono.
El diagrama de Ostwald representa en ordenadas el porcentaje de dióxido de carbono de los humos y en abscisas el porcentaje de oxígeno de los humos. En el diagrama se muestran unas líneas que representan el porcentaje de monóxido de carbono de los humos.